# Tymoteusz Szretter

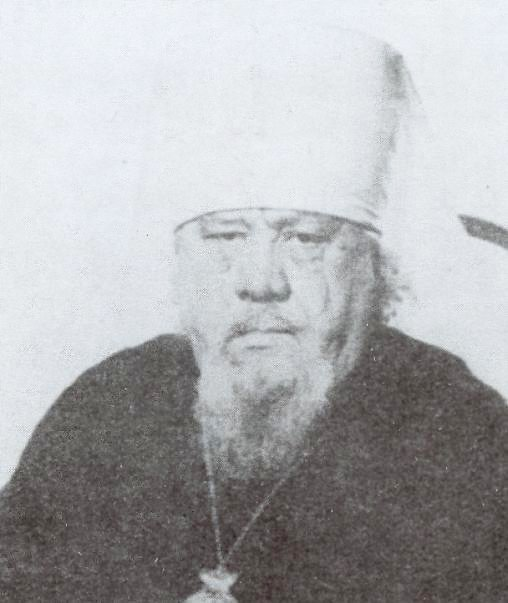
Tymoteusz Szretter

Metropolit Tymoteusz (Jerzy Szretter; * 16. Mai 1901 in Tomachów bei Równy; † 20. Mai 1962 in Warschau) war ein polnischer orthodoxer Theologe, Priester, Bischof und Metropolit der Polnisch-Orthodoxen Kirche für Warschau und ganz Polen.

## Leben
Tymoteusz Szretter hieß eigentlich Jerzy Szretter (Georgi Iwanowitsch Schrötter, russisch Георгий Иванович Шрёттер). Nach dem Schulbesuch in seiner Heimat Wolhynien und der Erlangung der Hochschulreife studierte er Orthodoxe Theologie an der Warschauer Universität, die er 1930 abschloss. Danach empfing er seine Priesterweihe. Er diente in Wolhynien und ab 1933 im Militärischen Ordinariat. Im Jahr 1938, nach dem Tod seiner Frau, legte er das Mönchsgelübde ab und empfing am 27. November 1938 die Bischofsweihe. Er wurde Vikar der Diözese Warschau-Chełm bei gleichzeitiger Arbeitsdelegierung in die Diözese Lublin. Während des Zweiten Weltkrieges haben ihn die deutschen Besatzer interniert. Er verbrachte diese Zeit in Jabłeczna, als Vorgesetzter im Kloster des Hl. Onufry. Ab Juni 1945 verwaltete er die Pfarrämter des Białystoker Gebietes, und ab dem 15. Juli 1946 leitete er im Rang des Erzbischofs die Diözese Białystok-Bielsko, welche am 7. September 1951 zur Diözese Białystok-Gdańsk umbenannt wurde. In den Zeitabschnitten zwischen den Wahlen, zur Nachfolgeregelung der Oberhäupter, leitete er auch die Orthodoxe Kirche in Polen vom 17. April 1948 bis zum 7. Juli 1951 sowie vom 8. Dezember 1959 bis zum 5. Mai 1961, als er zum Metropoliten für Warschau und ganz Polen gewählt wurde.
Szretter war Mitglied der Christlichen Friedenskonferenz (CFK) und beteiligte sich als Delegierter an ihrer zweiten Tagung 1959 in Prag.
Szretter starb am 20. Mai 1962 in Warschau und wurde auf dem Friedhof in Wola, einem Stadtteil von Warschau. beigesetzt.